# 訶梨跋摩
訶梨跋摩（かりばつま、梵: हरिवर्मन् Harivarman, ハリヴァルマン、獅子鎧、師子鎧）は、4世紀ごろのインド仏教僧である。
中インドの婆羅門の出身。最初はヒンドゥー教の数論派（サーンキヤ学派）に属していたが、仏教に入り、説一切有部にて学匠鳩摩羅馱(Kumāralabdha कुमारब्ध)から『発智論』を学び、次いで大乗も研究し、多聞部の立場から『成実論』202品を著した。後、グプタ朝の王の命により外道の諸論師をことごとく論破して、国師に任ぜられた。
なお、鳩摩羅什によって『成実論』が漢訳されたのは、西暦412年のことである。

## 著作
- 『成実論』